# Limnephilus hyalinus
Limnephilus hyalinus is een schietmot uit de familie Limnephilidae. De soort komt voor in het Nearctisch gebied.